# Eisenbahnunfall von Warngau
Der Eisenbahnunfall von Warngau war ein Frontalzusammenstoß der Eilzüge E 3594 und E 3591 am 8. Juni 1975, die zwischen Lenggries und München verkehrten.
122 Menschen wurden verletzt und 41 Menschen starben, darunter beide Lokomotivführer.

## Ausgangslage
Der Eisenbahnunfall ereignete sich auf der im betreffenden Abschnitt eingleisigen Bahnstrecke München–Lenggries bei Warngau. Auf diesem Teilstück gab es zu dieser Zeit noch keinen Streckenblock. Benachbarte Fahrdienstleiter konnten deshalb technisch auch entgegengesetzt verkehrenden Zügen gleichzeitig die Ausfahrt auf die freie Strecke freigeben, was betrieblich nicht zulässig ist. Einzig durch das Rückmelden zwischen den Fahrdienstleitern sollte sichergestellt werden, dass immer nur ein Zug auf die Strecke fuhr. Damals war Warngau noch ein Bahnhof, auf dem Züge kreuzen konnten.
Begünstigt wurde der Unfall durch weitere Umstände: Der Sommerfahrplan 1975 schrieb nicht eindeutig vor, an welchem Bahnhof die Züge zu kreuzen hatten, sondern sah eine fiktive Kreuzung auf freier Strecke zwischen Warngau und Schaftlach vor, eine sogenannte Luftkreuzung. Das gestattete den dortigen Fahrdienstleitern, den Ort der Kreuzung nach aktuellen Gegebenheiten flexibel zu wählen. Dies musste aber nicht zwangsläufig zum Unfall führen: die Vorschriften im sogenannten Zugmeldeverfahren über das  Abmelden und Rückmelden von Zügen, bevor diese in den Streckenabschnitt eingelassen werden durften, waren eindeutig und deren Befolgung wurde erwartet.
Diese Fahrplanlage ergab sich nur an Sonntagen des damals neu in Kraft getretenen Fahrplans. Nur an Sonntagen verkehrte der E 3594, der E 3591 dagegen täglich. Am ersten Wochenende, an dem der Fahrplan galt, hatte der eine Zug so viel Verspätung, dass die Kreuzung an anderer Stelle stattfand, am zweiten Fahrplanwochenende kam es zu dem Unfall.

## Unfallhergang
Bei dem entscheidenden Gespräch zwischen den beiden Fahrdienstleitern der Bahnhöfe Warngau und Schaftlach, die die Zugmeldung vorgenommen hatten, hätte ein nach Zugmeldeverfahren exakt vorgeschriebener Wortlaut verwendet werden müssen. Das aber geschah nicht. Die beiden Fahrdienstleiter redeten gegenseitig in ihre Zugmeldungen hinein und aneinander vorbei. Das Gespräch wurde von einem Sprachspeicher aufgezeichnet:
Warngau: »Stellwerk Warngau«
Schaftlach: »3594 angenommen«
Warngau: »Ab drei … äh … 29«
Schaftlach: »Ab 29«
Warngau: »Ja«
Beide wollten ihren Zug anbieten, beide waren der Meinung, der Gesprächspartner hätte den von ihm angebotenen Zug angenommen. Erschwerend kam hinzu, dass beide Züge sehr ähnliche Zugnummern hatten. So ließen beide Fahrdienstleiter die Einfahrt der Züge in den eingleisigen Abschnitt zu.
Die Züge stießen bei Kilometer 44,312 um 18:31 Uhr auf freier Strecke zusammen. Die Züge begegneten hinter einer Kurve am Rand eines Waldes, so dass die Lokführer den entgegen kommenden Zug erst auf etwa 300 Meter Entfernung erkennen konnten. Sie hatten dadurch keine Chance, den Unfall zu verhindern. 41 Menschen starben; außerdem wurden 122 Menschen verletzt. Unglücksursache war demnach menschliches Versagen. Die Toten wurden zur Identifizierung in der Allerheiligenkirche in Warngau aufgebahrt.

## Folgen
Harsch kritisiert wurde im Nachhinein, dass technische Sicherungsmöglichkeiten, die es gab, nicht eingebaut waren. Der Spiegel konstatierte „Zustände wie bei der Pferdebahn“. Das Vorsehen von Luftkreuzungen im Fahrplan, welches in den Bahndirektionen Hamburg, München, Stuttgart und Karlsruhe (4 von 11) Anwendung fand, wurde danach von der Bahn untersagt. Zudem wurde bei der Bundesbahn die Ausrüstung mit dem Streckenblock forciert.
Auch versuchte die Staatsanwaltschaft, nicht nur die unmittelbar handelnden, sondern auch Beamte der Bahnverwaltung strafrechtlich zu belangen – in Deutschland damals eine Seltenheit. Monatelang wurde ermittelt, acht Sachverständigengutachten eingeholt und schließlich auch der Beamte angeklagt, der die Luftkreuzung im Fahrplan ausgearbeitet hatte. Er und die beiden Fahrdienstleiter wurden zu Freiheitsstrafen auf Bewährung verurteilt.
Die Diesellokomotive 218 238 wurde repariert, die 218 243 wurde verschrottet.